# Admissions (película de 2004)
Admissions es una película estadounidense del género drama de 2004, dirigida por Melissa Painter, escrita por Dawn O’Leary, musicalizada por Thomas Schobel y Martin Tillman, en la fotografía estuvo Paul Ryan y los protagonistas son Lauren Ambrose, Amy Madigan y Christopher Lloyd, entre otros. El filme se estrenó el 16 de octubre de 2004.

## Sinopsis
Los Brighton viven un presente traumático en su familia: Emily, de 20 años, queda con una inteligencia limitada a causa de una caída que tuvo cuando tenía un año, y su sobreprotectora madre, Martha, se culpa a sí misma del accidente. Evie, de 17 años, ama a su hermana y le lee textos a ella. Más adelante todo esto traerá una sucesión de revelaciones.